# Topoli, Troițke
Topoli (în ucraineană Тополі) este localitatea de reședință a comunei Topoli din raionul Troițke, regiunea Luhansk, Ucraina.

## Demografie
Componența lingvistică a localității Topoli
     Rusă (85,51%)
     Ucraineană (13,7%)
     Alte limbi (0,16%)
Conform recensământului din 2001, majoritatea populației localității Topoli era vorbitoare de rusă (85,51%), existând în minoritate și vorbitori de ucraineană (13,7%).